# Charles Demolombe
Jean-Charles Florent Demolombe ( La Fère,  región de Picardía, departamento de Aisne, en el distrito de Laon y cantón de La Fère, 22 de julio de 1804 - Caen, región de Baja Normandía, prefectura del departamento de Calvados, 21 de febrero de 1887, conocido como Charles Demolombe, fue un jurista y comentarista del Código Civil Francés apodado el «príncipe de la exégesis».

## Su familia
Su padre Dieudonné Demolombe, que era notario, compró en 1806, el despacho de Maître Choisy en Villers-Cotterêts, una población y comuna francesa, en la región de Picardía, departamento de Aisne, en el distrito de Soissons. La localidad es el chef-lieu y mayor población del cantón de Villers-Cotterêts, famosa por ser el lugar de nacimiento de Alejandro Dumas, el escritor francés autor de Los Tres Mosqueteros y El Conde de Montecristo. Fue así que a corta edad Charles Demolombe pasó a residir con su familia en esa localidad, donde pasó toda su infancia.
En agosto de 1817 su padre fue nombrado por Luis XVIII ecónomo y luego director del Dépôt de Mendicité de la Seine (Depósito de mendigos del Sena), un establecimiento de «reclusión de mendigos y personas sin hogar». En base al Código Penal, personas pertenecientes a sectores marginales de la población tales como los mendigos, vagabundos y prostitutas eran encerrados en estas instituciones creadas en 1767 por el Consejo del Rey para complementar al Hospital General y confirmadas por Napoléon I en 1808 que dispuso que hubiera uno en cada departamento de Francia. Funcionaron hasta el fin del siglo XIX. Las personas recluidas podían salir al cabo de un año después de haber sido encauzados moralmente y de ser considerados «capaces de ganarse la vida con sus manos» (decreto de 1801). En el límite entre el hospicio y la prisión, el depósito de mendigos como una de las instituciones principales del siglo XIX para la lucha contra la pobreza.
Dieudonné Demolombe, que era Caballero de la Legión de Honor, desempeñó el cargo hasta su fallecimiento ocurrido el 5 de abril de 1842. 

## Estudios y ejercicio profesional
Siguiendo la tradición familiar, cuando tuvo edad suficiente Jean-Charles Demolombe viajó a París para estudiar Derecho. Entre sus profesores estuvieron los « Tres D » : Duranton, Ducauroy y De Mante. Se doctoró el 2 de agosto de 1826 y se inscribió en París en un concurso para Profesor de Derecho suplente que tenía una duración de cuatro meses durante los cuales rindió 45 pruebas y habiéndolas superado fue nombrado Profesor suplente en la Facultad de Caen.
Demolombe se convirtió así en abogado consultor y profesor de la Universidad de Caen. Se dedicó en tal forma al estudio del Código Civil que rechazó toda otra actividad, como por ejemplo el cargo de procurador en la Corte de Casación y un cargo de profesor en París. Fue Decano de la Facultad de Derecho y presidió la Orden de los abogados. Entre 1845 y 1876 publicó los 31 tomos de Le Cours de Code civil de Napoléon ( Curso del Código Civil de Napoleón), obra monumental que quedó inconclusa pues llegó al artículo 1386, y fue continuada por su sucesor en la Universidad,  Louis Guillouard.
El 23 de enero de 1864 fue elegido miembro de la Academia de Ciencias Morales y Políticas, en la sección de legislación, para ocupar el sillón n° 5 de John Austin.

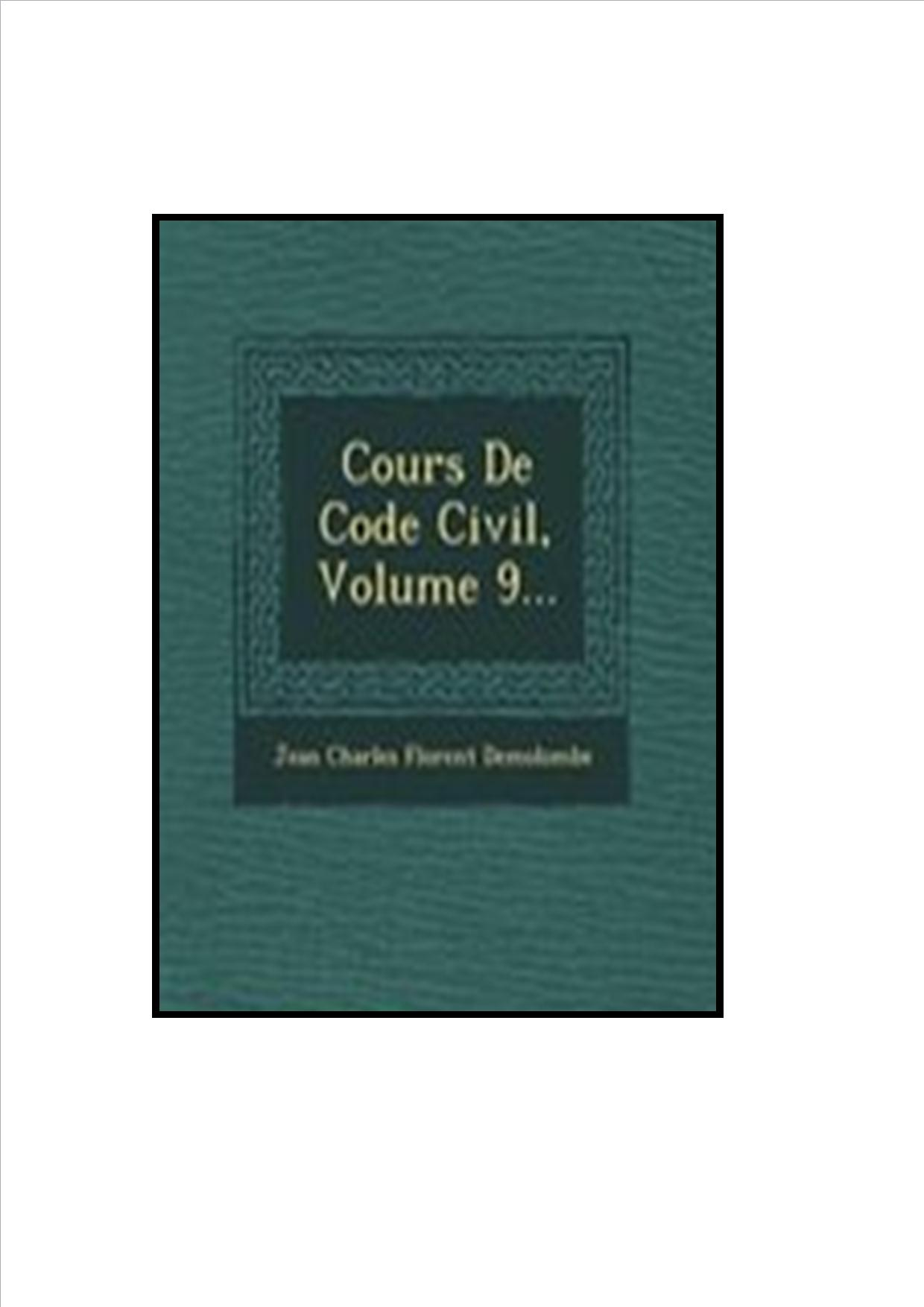
Tapa del tomo 9 del Curso del Código Civil de Napoleón

## Su obra
Como la mayoría de sus colegas civilistas del siglo XIX, Demolombe consideraba que la labor del jurista era el derecho positivo y así decía que «el Derecho es la ley civil obligatoria». El Derecho proviene de la ley y ésta es hecha por las autoridades a las que la Constitución les dieron la competencia para ello, esto es el Poder Legislativo.
Creía que algunos principios provienen del Derecho natural y otros, del Derecho positivo. Sin negar la existencia de un Derecho natural, consideraba que era variable en el tiempo y el espacio.
Para Demolombe, el Derecho natural está contenido en el Derecho positivo que, a su vez, está contenido en el Código Civil.

## Publicaciones
Su libro comentando el Código Civil, al que dirigió todos sus esfuerzos, sigue el esquema de dicho Código y es menos elemental que las obras de Maleville y Pigeau. Mientras  ese cuerpo de leyes fue más reciente, sus comentaristas eran extremadamente respetuosos. Demolombe fue el último exégeta antes que esta escuela recibiera críticas. Pretendía solamente poner de manifiesto los principios y desarrollar sus consecuencias lógicas, método que evoca el positivismo que siguió; también habla de « ciencia del Derecho », condena la influencia alemana defendida por los alsacianos Charles Aubry y  Charles-Frédéric Rau, propone una síntesis metodológica que está dentro del enfoque analítico y sintético de estos juristas y se refiere más a la jurisprudencia, ampliando el ámbito del Derecho.
Participó en la Revue critique de la jurisprudence en matière civile, administrative, commerciale et criminelle (revista crítica de legislación y jurisprudencia), primera publicación dedicada a comentar casos reales, del T. 1 (1851) al t. 3 (1853).
Demolombe señalaba: »Mi divisa, mi profesión de fe, es la siguiente: los textos ante todo.»

## Homenajes

### Eponimia
En Caen el 31 de enero de 1905 se dio su nombre a una calle y el mismo año se colocó una estatua suya en la Plaza de la República. En la Facultad de Derecho de la misma ciudad donde enseñara un anfiteatro fue bautizado con su nombre y el Centro de Investigaciones sobre Derecho Privado de la Universidad de Caen se llama Instituto Demolombe.